# Stora Asjön (Rolfstorps socken, Halland)
Stora Asjön är en sjö i Varbergs kommun i Halland och ingår i Himleåns huvudavrinningsområde. Sjön är 7 meter djup, har en yta på 0,0839 kvadratkilometer och befinner sig 102,2 meter över havet. Vid provfiske har abborre, gädda och mört fångats i sjön.

## Delavrinningsområde
Stora Asjön ingår i det delavrinningsområde (634036-130033) som SMHI kallar för Mynnar i Himleån. Medelhöjden är 101 meter över havet och ytan är 20,03 kvadratkilometer. Det finns inga avrinningsområden uppströms utan avrinningsområdet är högsta punkten. Stenån som avvattnar avrinningsområdet har biflödesordning 2, vilket innebär att vattnet flödar genom totalt 2 vattendrag innan det når havet efter 20 kilometer. Avrinningsområdet består mestadels av skog (78 %) och jordbruk (13 %). Avrinningsområdet har 0,73 kvadratkilometer vattenytor vilket ger det en sjöprocent på 3,6 %.